# Johannes Bureus
Johannes Thomae Agrivillensis Bureus (latiniserad namnform för "Johan Thomasson Bure från Åkerby"; hans svenska namnform som han själv och andra använde i vardagslag var Johan Bure), född 15 mars eller 25 mars 1568 i Åkerby socken, död 23 oktober 1652 i Bondkyrka (i nuvarande Uppsala), var en svensk fornforskare, språkman, mystiker, poet och vetenskapsman.
Johannes Bureus var Sveriges förste riksantikvarie och riksbibliotekarie samt gjorde en sammanställning av runalfabetet. Han har kallats den svenska grammatikens fader. Han var Sveriges första borgerliga släktforskare (som kartlade ofrälse, män såväl som kvinnor) och skrev Sveriges största enskilda släktutredning fram till modern tid, där han bland annat redovisade 1 900 ättlingar till den medeltida Bureätten.

## Bakgrund, uppväxt och familj
Johannes Bureus var son till kyrkoherden Thomas Matthiae och Malin Andersdotter (av den norrländska Bureätten) samt kusin på mödernet till Anders Bure, Jonas Bure, och Olof Bure. Hans föräldrar avled när han var ung, och han kunde få sin utbildning genom hjälp av välvilliga människor i sin omgivning. Hans föräldrahem hade ett mycket stort bibliotek och trakten där han växte upp är en av de rikaste på runstenar i hela Sverige, två betingelser som troligen kom att påverka Johannes Bureus djupt.
Han gick först skola i Uppsala och på Gråmunkeholmen i Stockholm. Han lärde sig hebreiska på egen hand från 1584 för att därefter finansiera sina studier genom att undervisa i språket.
Johannes Bureus gifte sig första gången 1591 med Margareta Mårtensdotter och andra gången 1636 med sin kusins dotterdotter Ingeborg Gyntesdotter.

## Ämbeten och karriär
1590 anställdes Johannes Bureus som kanslist i hertig Karls tjänst. Han var notarie vid Uppsala möte 1593 och flyttade året därefter till Uppsala för att överse Bibeltryckningen; han fick sedermera livstidsfrälse på gården Vårdsätra. 1594 började han vid Uppsala universitet, men när han skulle disputera för Ericus Jacobi Skinnerus 1596 var han enligt egen utsago stum av huvudvärk. Bureus blev efter detta erbjuden en tjänst som akademinotarie, men han avböjde. 
Han fortsatte sedan som tjänsteman i hertig Karls kansli med diverse och varierande uppgifter och uppdrag, närvarade vid flera riksdagar och var underhandlare i Ulvsbäck 1602. Han assisterade Johan Skytte i undervisandet av tronföljaren Gustav Adolf och senare var han även lärare åt dennes syster.
Bureus var både Sveriges förste riksantikvarie (från 1630), och Sveriges förste riksbibliotekarie. Han tjänstgjorde dessutom som corrector vid tryckningen av Bibeln och augsburgska bekännelsen.
Som riksantikvarie tog han initiativ till de cirkulär som 1628 och 1631 utsändes till prästerna i Uppsala stift att insamla och beskriva fornminnen.

## Universalgeni och runolog

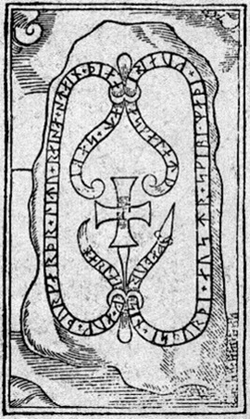
Bureus träsnitt av Upplands runinskrifter 439 från 1624.

Bureus var mångsidigt bildad med skarp blick och sinne för verkligheten och både tekniskt och konstnärligt begåvad. Han var porträttmålare, skicklig tecknare, kopparstickare och xylograf, urmakare och diktare. Hans språkliga kunskaper var exceptionella. Han behärskade latin och i någon utsträckning även grekiska, hebreiska, arabiska, finska och andra språk. Bureus skaldestycken återfinns i »Numäre wijsor» 1637, men det är som språkforskare han kom att göra en stor insats. 
Bureus räknas som den förste svenske språkforskaren och den svenska grammatikens fader och påbörjade även arbetet med en svensk ordbok. Han var utomordentligt intresserad av runor och sammanställde sina rön i flera verk bland annat »Runokenslones lerespon» 1599. Han avtecknade omkring 200 runstenar och var också mycket intresserad av gamla handskrifter. Bland annat upptäckte han och utgav Konungastyrelsen 1634. Han reste landet runt för att se och anteckna. I hans verk Sumlen finns många av dessa anteckningar, bland annat sägnen om den mytiske medeltidshjälten Fale hin unge. Bureus var i likhet med Georg Stiernhielm och Olof Rudbeck d.ä. också mycket intresserad av ockultism, drömmar och profetior. Det finns vidare anteckningar som antyder att han var en föregångsman i att konstruera mekaniska instrument för astronomi och geodesi. För skolbruk författade Bureus Runa-ABC-boken (1611), som är den första svenska ABC-boken.
Bureus teorier kom att få mycken betydelse i samtiden, men samtidigt mycket kritik av kommande generationer genom de esoteriska teorier han ofta kryddade sina avhandlingar med. Bureus kom i skarp konflikt med den danske runforskaren Ole Worm, som därtill utvecklade sig till en nationell kamp mellan Sverige och Danmark, där Worm menade att runorna hade danskt ursprung och Bureus menade att de härstammade från Sverige.

## Förste språkforskaren
Bureus antikvariska bana är det som har störst intresse för eftervärlden. Han var den förste som studerade svenska språket med vetenskaplig utgångspunkt och gav också ut en fornsvensk grammatik (1636, numera förlorad, men sannolikt den första forngermanska språkläran). Av hans 1651 till kungen överlämnade lexikon i fyra band har tre gått förlorade. 
Genom att Bureus inventerade och dokumenterade fornminnen och gamla texter lades grunden för en antikvarisk strömning som skulle vara under hela 1600-talet och som fortfarande var grunden när intresset på nytt vaknade under 1800-talet. 1624 utgavs Monumenta helsingica.

## Utgåvan av Konungastyrelsen
Till Bureus betydelsefulla verk hör också utgivningen av Konunga och Hövdingastyrelsen 1634 (En nyttigh bok om konnunga styrilse och höfdinga, också omtryckt 1650). Bureus uppgav sig ha funnit denna i en avskrift i Johan Skyttes bibliotek, men originalet förkom sedan, och under många år ansågs verket vara ett bedrägeri av Bureus, möjligen med Johan Skyttes medhjälp. Inte förrän 1867 upptäcktes andra handskriftfragment av samma skrift, daterade till 1400-talet (Vadstenafragmentet, upptäckt i Helsingfors senatsarkiv). Konunga och hövdingastyrelsen beskriver den medeltida riksordningen och talar om hur och varför kungen skall styra landet. Bureus avskrift användes långt före utgivningen och Gustav II Adolf lär ha varit mycket förtjust i den och till och med ha övervägt att anbefalla dess användning i skolorna. 

## Mystiker och grubblare
Som mystiker hade Bureus liksom många andra renässansmän ett intresse för kabbala, som han stiftade bekantskap med redan 1591. Han blev senare en aktiv Rosencreutzare. Flera gånger förutsade han jordens undergång. Det kabbalistiska intresset gjorde att Bureus introducerade adelrunor (adalrunor, adulrunor), runor med andliga dimensioner som för runkunniga hade samma funktion som kabbala för hebréer. Adalrunorna tillhör Bureus mer fantasifulla uppfinningar, och deras esoteriska krafter fick Bureus att tro att han kunde nå ”översinnliga” världar. Det är antagligen endast tack vare furstarnas beskydd som han undgick att rannsakas för kätteri.
På sin dödsbädd förklarade Bureus att det var hans arbete inom mystikens område som han ansåg vara det viktigaste han åstadkommit. Han vilar i Almunge kyrka (ej gravsten). Den ättetavla över sin släkt som Bureus lät skapa 1611 finns numera återförd till Uppsala domkyrka vid södra ingången.

## Släktforskning
Johannes Bureus är ett namn som ofta förekommer i släktforskningen på grund av hans omfattande släktbok om Bureätten, som han arbetade med under omkring 40 år efter sin resa till Norrland 1601. Två ofullständiga och delvis korrupta avskrifter av denna förvaras i Uppsalas universitetsbibliotek (signum X36 respektive X37). En tidig originalhandskrift av släktboken från 1640-talet återfanns i finska riksarkivet år 2008 av Tiina Miettinen, och skiljer sig i betydande avseenden från den svenska avskriften. Den svenska avskriften innefattar främst Johan Bures mormors släkt, den norrländska och finska Bureätten, och innehåller tillägg till Bureätten som Johan Bure gjorde i efterhand på bristfälliga grunder och som har kommit att ifrågasättas och även har motbevisats genom DNA-studier. Den nyupptäckta genealogin redovisar även mellansvensk släkt till Johan Bures första hustru och till hans morfar.